# Gheorghe B. Georgescu
Gheorghe B. Georgescu (n. 26 ianuarie 1887, Craiova, România – d. 1 octombrie 1954, Craiova, România) a fost un ofițer român cu gradul de general de divizie. A comandat Divizia 20 Infanterie și Corpul I Armată în cel de-Al Doilea Război Mondial.